# Leo Jutz
Martin Leo Jutz (* 3. März 1889 in Frastanz, Österreich-Ungarn; † 6. Dezember 1962 in Graz) war ein österreichischer Germanist.

## Leben
Leo Jutz wurde am 3. März 1889 als Sohn des Stickers Andreas Jutz und dessen Ehefrau Karolina (geborene Hanni) in Frastanz geboren und am selben Tag auf den Namen Martin Leo getauft.
Nach seiner allgemeinen Schulausbildung studierte Jutz von 1910 bis 1914 Germanistik und Romanistik an der Universität Innsbruck. Nach der Promotion 1914, der Lehramtsprüfung 1917 und dem Kriegsdienst von 1915 bis 1918 war er von 1918 bis 1920 Lehrer in Laa an der Thaya. Von 1921 bis 1936 arbeitete er als Bibliothekar an der Innsbrucker Universität. Am 19. Mai 1938 beantragte er die Aufnahme in die NSDAP und wurde rückwirkend zum 1. Mai desselben Jahres aufgenommen (Mitgliedsnummer 6.268.487). Er lehrte von 1936 bis 1958 als ordentlicher Professor für deutsche Sprache und ältere Literatur an der Universität Graz.
Am 6. Dezember 1962 starb Jutz 73-jährig in Graz. Sein Körper wurde in weiterer Folge kremiert und die Urne am Frastanzer Friedhof beigesetzt.

## Schriften (Auswahl)
- Die Mundart von Südvorarlberg und Liechtenstein. Heidelberg 1925, OCLC 1131222542.
- Die alemannischen Mundarten. (Abriss der Lautverhältnisse). Halle 1931, OCLC 879053198.
- Vorarlbergisches Wörterbuch. 1. Band Wien 1955–1960, 2. Band (aus dem Nachlass redigiert von Eugen Gabriel und Eberhard Kranzmayer) ebd. 1965.